# 杉山仁
杉山 仁（すぎやま じん、1990年11月1日 - ）は、日本の俳優・ダンサー・モデルである。PrizmaXの元メンバー。スターダストプロモーション・Sugar&Spice所属。群馬県出身。血液型O型。

## 出演

### テレビ
- Club TK（2001年、BSフジ）
- 経済プロジェクト（2002年、テレビ東京）
- ポップジャム（NHK）鈴木あみのバックダンサー
- ラブ*リルカ（2002年、東京MXテレビ）

### ビデオ
- セイコーエプソン（2001年）

### イベント
- 花博「Share the Worldフェスティバル」ボディランゲージ
- 「愛・地球博」ジャパンデー式典、渡辺貞夫・地球サウンド（ボディランゲージ）

### プロモーションビデオ
- マツリルカ&アリス Maxi Single「ラブ・リルカ」